# هیدیوکی ناکامورا
هیدیوکی ناکامورا (انگلیسی: Hideyuki Nakamura؛ زادهٔ ۳ ژوئن ۱۹۸۴) بازیکن فوتبال اهل ژاپن است.